# 香港學校列表
此香港學校列表按照香港教育制度和級別劃分。

## 外部連結
- 中華人民共和國香港特別行政區政府 教育局 （页面存档备份，存于）

|  | 本条目是列表索引。 |